# Novobisium
Novobisium es un género de pseudoscorpiones de la familia Neobisiidae.  Se distribuye por Estados Unidos.

## Especies
Según Pseudoscorpions of the World 1.2::
- Novobisium carolinense (Banks, 1895)
- Novobisium ingratum (Chamberlin, 1962)
- Novobisium tenue (Chamberlin, 1930)

## Publicación original
- Muchmore, 1967: Novobisium (Arachnida, Chelonethida, Neobisiidae, Neobisiinae), a new genus of pseudoscorpions based on Obisium carolinensis Banks. Entomological News, vol.78, p.211-215.